# 亮軒
亮軒（1942年10月10日—），本名馬國光，台灣作家、文學評論家，籍貫遼寧金州區，中國抗日戰爭時出生於重庆北碚，就讀國立藝專影劇科，曾於布魯克林學院廣電研究所攻讀碩士課程。曾在世新大學口語傳播學系任教多年，2013年因捲入桃色糾紛辭職。1975年發表第一本散文集《一個讀書的故事》，1976年因《在時間裡》獲得中山文藝獎散文獎。1980年代曾經主持中華電視台關係企業華廣傳播製作之公共電視節目《空中張老師》。
亮軒是地質學家馬廷英的長子。亮軒的妻子是廣播人陶曉清，兒子馬世芳也是作家及廣播人。中國大陸學者章立凡是亮軒的同母異父弟弟。